# Spremberger Straße (Cottbus)

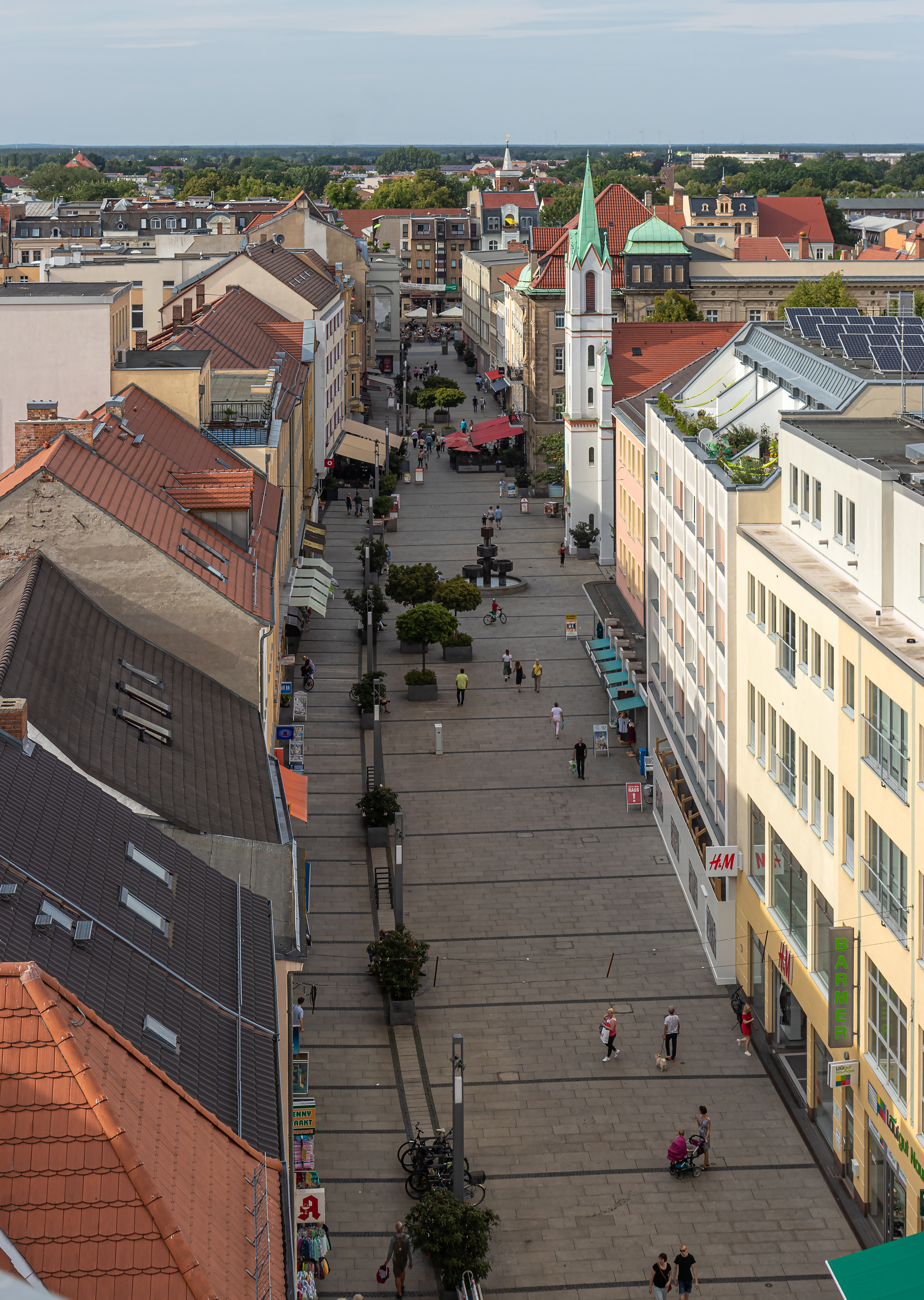
Blick durch die Spremberger Straße vom Spremberger Turm (2019)

Die Spremberger Straße (niedersorbisch: Grodkojska droga) ist die bekannteste der Cottbuser Straßen. Die „Sprem“, wie sie im Volksmund bezeichnet wird, verbindet den Brandenburger Platz mit dem Altmarkt. Auf den Plänen von 1724 und 1784 trug sie den Namen Spremberger Gasse, auf dem Grundriss der Stadt von 1800 ist sie bereits als Spremberger Straße verzeichnet. Die Straße ist in ihrer Länge von 300 Metern seit der Anlage der Stadt bis heute erhalten geblieben. Sie war außerdem Teil der Handelsstraße von Böhmen und Sachsen nach Frankfurt (Oder).

## Baudenkmale

### Spremberger Turm

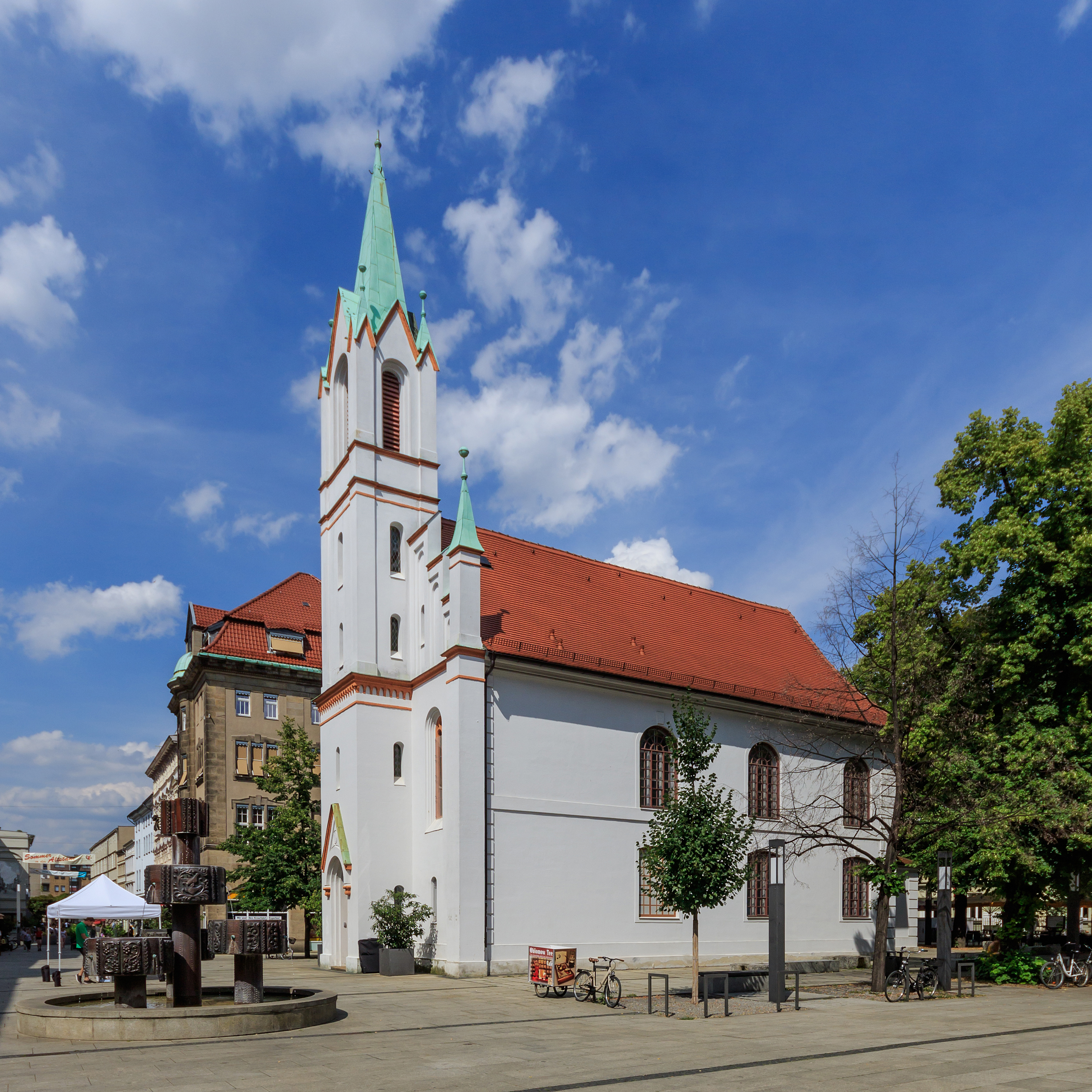
Schlosskirche

Der Spremberger Turm ist das Wahrzeichen der Stadt Cottbus. Er befindet sich in der Cottbuser Altstadt an der Spremberger Straße, die von den Cottbusern einfach Sprem genannt wird. Die erste Anlage des Spremberger Turmes als Torturm des Spremberger Tores stammt aus dem 13. Jahrhundert. Der Turm kann seit 2007 an vielen Tagen des Jahres ohne Voranmeldung bestiegen werden. Von der Aussichtsplattform in 28 m Höhe bietet sich eine Aussicht über die Stadt Cottbus bis weit in die Umgebung.

### Schlosskirche
Eine französisch-reformierte Gemeinde bildeten französische Hugenotten, die sich im Jahr 1701 in Cottbus niederließen. 1705 bekamen sie vom Brandenburger Kurfürst die Erlaubnis ihre Kirche zu erbauen. Am 7. Januar 1714 konnte die einschiffige Schlosskirche mit Walmdach nach siebenjähriger Bauzeit eingeweiht werden. Als 1757 ein deutsch-reformierter Geistlicher als Hof- und Schlossprediger berufen wurde, bürgerte sich der Kirchname im Volke ein. Ab diesem Zeitpunkt fanden nun die Gottesdienste der deutsch-reformierten und der französisch-reformierten Gemeinde in dieser Kirche statt. Einen neogotischen Turm erhielt die Kirche im Jahr 1870 und seit dieser Zeit prägt sie das Gesamtbild der Spremberger Straße in Cottbus. Die beiden seitlichen Nebeneingänge wurden 1855 bei der Rekonstruktion zugemauert und sind noch als „blinde“ Fenster zu sehen. Fassade und Innenraum der Kirche wurden 2003 umfangreich saniert. Die Schlosskirche wird gegenwärtig als Synagoge der Jüdischen Gemeinde Cottbus genutzt.

### Spremberger Straße 16

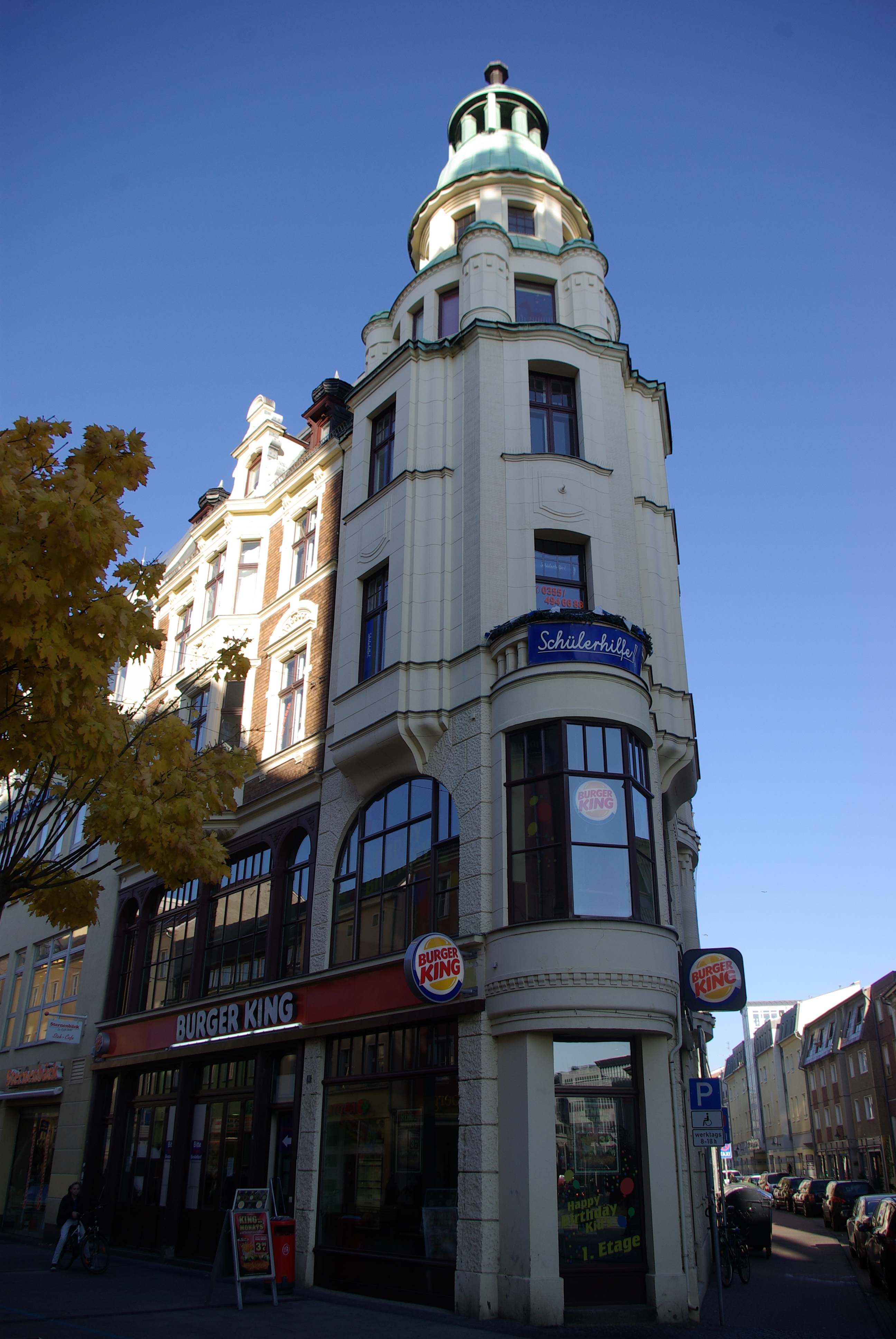
Spremberger Str. 16

Zunächst wurde 1896 im Auftrag des Kaufmanns Max Cohn das dreiachsige Mietwohnhaus mit Seitenflügel entlang der Burgstraße von der Baufirma Paul Broeßke errichtet. Nachdem das angrenzende Eckgebäude abgerissen wurde, erfolgte 1910 die Erweiterung des Mietwohnhauses durch den turmartigen Eckbau mit Laden. Ausgeführt wurde der Anbau durch die Firma Hermann Pabel & Co.
Die beiden Straßenfassaden des Mietwohnhauses sind mit gelben Ziegeln verblendet und mit reichem Putzdekor aufgewertet. Die zwei unteren Geschosse sind durch den großflächigen, in der ersten Etage viergeteilten Schaufenstereinbau bestimmt. Eine Gliederung der beiden Obergeschosse erfolgt durch horizontal gelagerte Sohlbankgesimse und einen auf ornamentierten Konsolen ruhendem Traufgesims. Auffällig ist ein unter einem Zwerchgiebel befindlicher Mittelerker mit Brüstungsspiegeln, die mit Kartuschen verziert sind. In die Erkerfront wurde die Inschrift „1896“ und das Monogramm „C“ für Cohn eingebunden. Die beiden Fenster der Beletage werden von Rundbogenverdachungen mit Muscheldekor und Schlussstein überfangen. Der Volutengiebel wird von zwei Dachhäusern flankiert. Die Fassade zur Burgstraße ist schlichter gestaltet: Rundbogenfenster, Zwerchgiebel in der Außenachse sowie ein Hauseingang mit Gesimsverdachung und moderne Geschäftseinbauten im Erdgeschoss.
Die dreiachsige Gebäudeecke ist markant als Rundturm ausgebildet, dessen Abschluss eine kupfergedeckte Doppelschweifhaube mit Laterne bildet. Die beiden unteren Geschosse des „Turmes“ werden von großen Schaufenstern bestimmt, die in der ersten Etage einen Erker in der Eckachse einfassen. In den Obergeschossen befindet sich auf jeder Außenachse je ein zweigeschossiger Erker mit gestuften Seitenflächen. Auf der Seite der Burgstraße wird der Eckbau von vorschwingenden Loggien unter einem Schweifgiebel mit dem älteren Gebäudeteil verbunden. Diese Loggien sind durch ornamentierte Rundpfeiler, Balusterbrüstungen und pilasterartige Wandvorlagen herausgehoben.
Das Gebäude ist besonders durch die Verbindung von späthistoristischer Gestaltung des Mietwohnhauses und der vom Jugendstil beeinflussten Bauform des Eckbereiches geprägt.

### Spremberger Straße 17

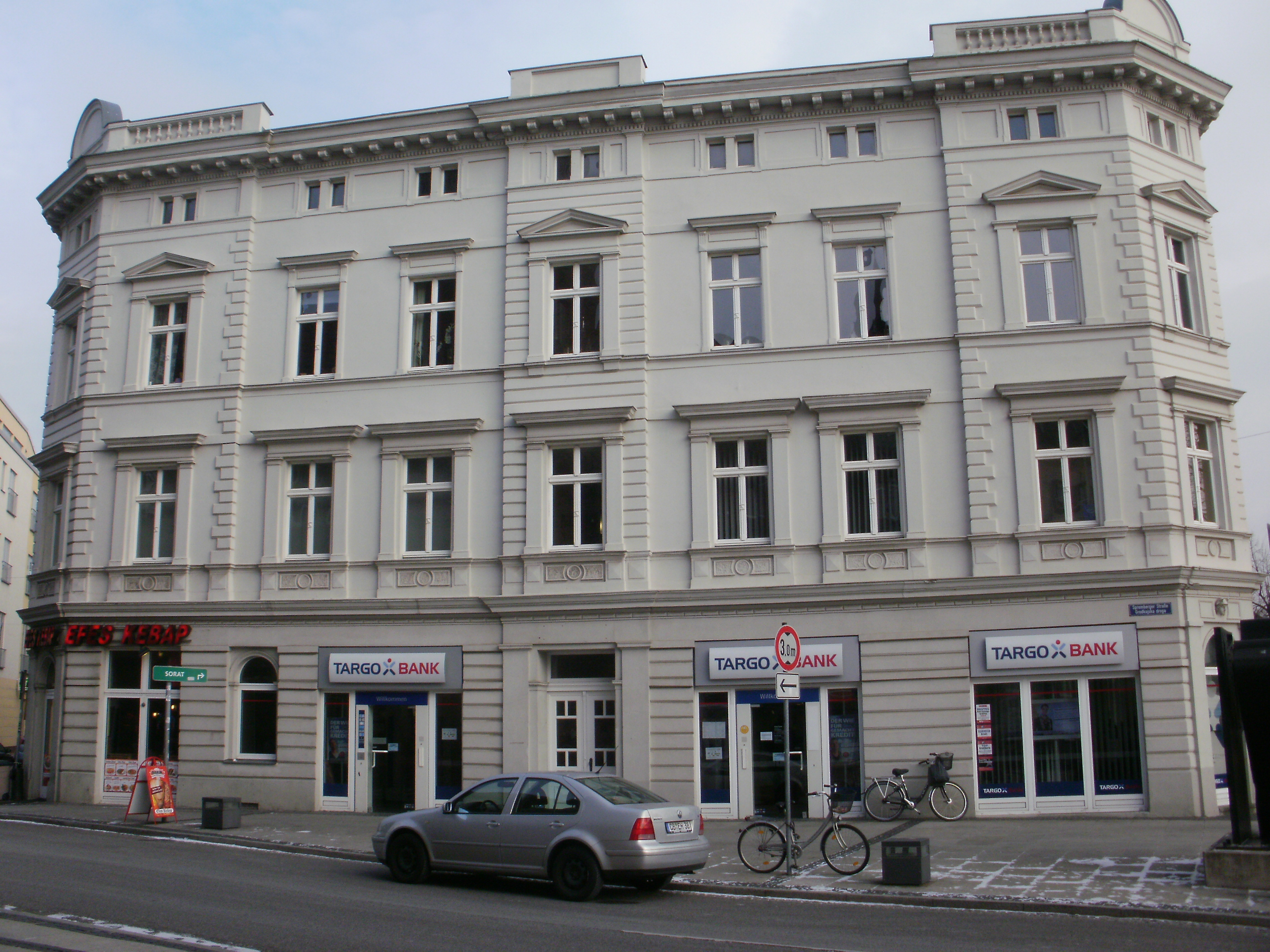
Spremberger Str. 17

Das dreigeschossige Mietwohn- und Geschäftshaus mit Mezzaningeschoss wurde 1878/1879 unmittelbar nach Abriss der Bastei für den Buchbindermeister Otto Seidel erbaut. Als Eckbau mit U-förmigen Grundriss reicht das Gebäude in die Burgstraße sowie zum Brandenburger Platz. Die siebenachsige Hauptfassade ist zur Spremberger Straße gerichtet. Die Seite zum Brandenburger Platz ist fünfachsig und die zur Burgstraße hin zweiachsig. Das Gebäude besitzt ein flaches Pultdach. Betont werden die beiden abgeflachten Hauskanten mit den rundbogigen, von Pilastern gefassten Geschäftseingängen und die zentrale Hauseingangsachse durch flache Risalite, die mit Putzrustika überzogen sind. Über dem Eingang an der rechten Ecke befindet sich ein Putzspiegel mit vollplastischen Merkurkopf. Als Schutzdach diente ein Balkon, der nicht mehr existiert. Eine kräftige Putznutung dominiert die Erdgeschosse auf allen Seiten. Ein Kranzgesims mit Zahnschnittfries sowie Stockwerk- und Sohlbankgesimse heben sich von der vertikal ausgerichteten Fassadengliederung der Frontseite zur Spremberger Straße ab. Die hochrechteckigen Fenster im zweiten Geschoss haben eine Pilasterrahmung und eine gerade Verdachung. Im dritten Geschoss schmücken die Fenster in den Risaliten Giebelverdachungen sowie Pilasterrahmungen. Das Mezzaningeschoss wird durch kleine Zwillingsfenster gegliedert. Antikaufsätze in Form von Balustraden krönen die Risalite. Die Eckachsen werden zusätzlich durch halbrunde Giebelaufsätze hervorgehoben. Die Außenachse an der Front zum Brandenburger Platz ist risalitartig betont, hier sind die Achsen in den Obergeschossen durch gequaderte Lisenen getrennt. Auch eine Achse an der Front zur Burgstraße hat eine Risalitform. Eine Treppenanlage, die an einen Treppenturm erinnert, ragt als halbkreisförmige Wölbung in den Hofbereich ein. Mit der leicht schrägen Stellung bildet das Gebäude einen prägnanten Übergang zwischen der Spremberger Straße und dem Brandenburger Platz. Das Gebäude ist ein frühes Beispiel der großstädtischen Cottbuser Gründerzeitarchitektur, die sich durch eine vom Spätklassizismus bestimmte, anspruchsvolle Fassadengliederung auszeichnet.
Das Gebäude wurde Ende der 1990er Jahre instand gesetzt und modernisiert. Im Erdgeschoss sind heute Geschäfte angesiedelt und die oberen Geschosse dienen als Mietwohnungen.

### Spremberger Straße 19

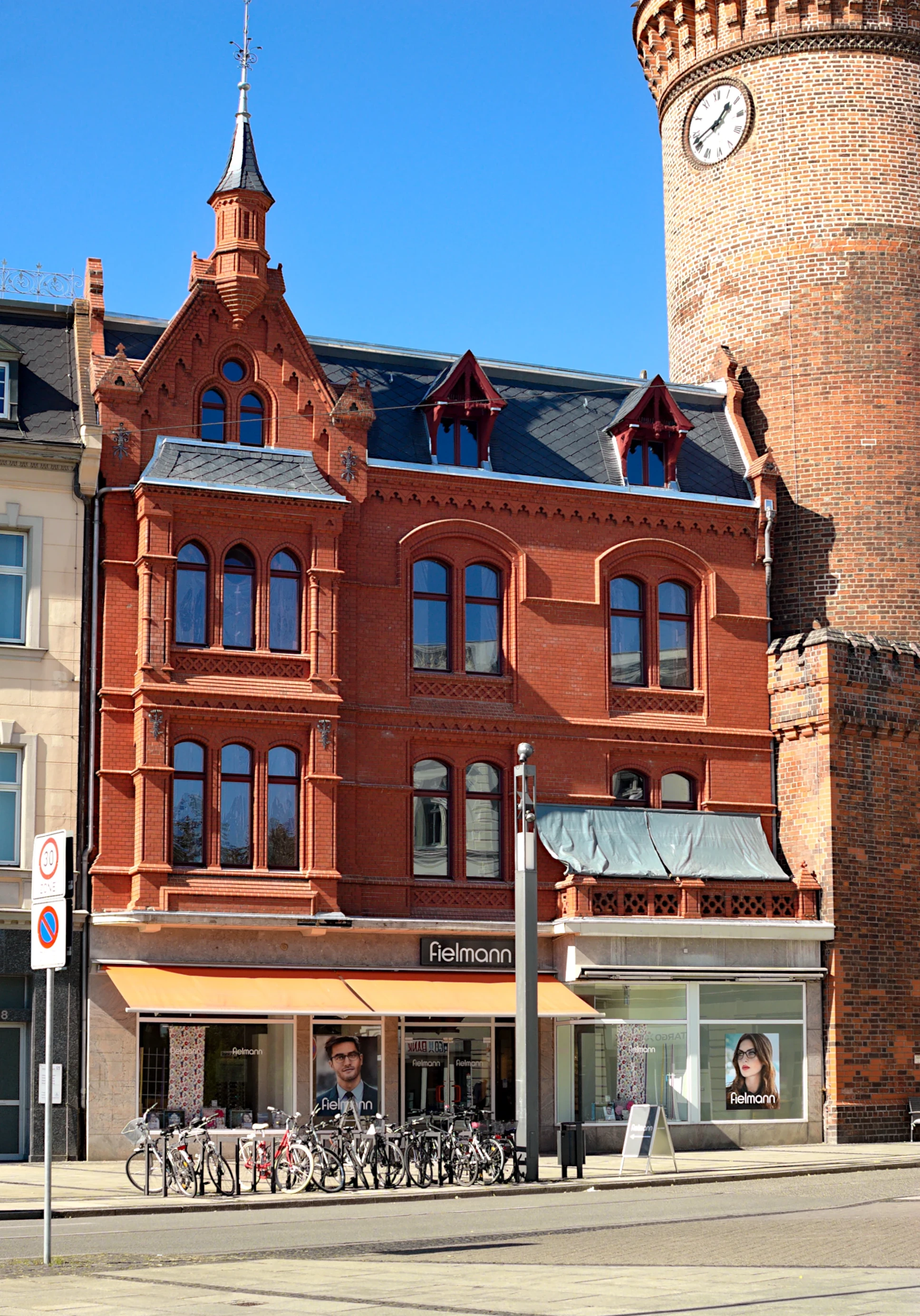
Spremberger Str. 19

Das Mietwohn- und Geschäftshaus wurde im Auftrag des Juweliers Thies von dem Bauunternehmer, Architekten und späteren Stadtrat Ewald Schulz im Jahre 1889 erbaut. Der dreigeschossige Verblendziegelbau wurde direkt südwestlich an den Spremberger Turm angefügt. Dadurch entstand in diesem Bereich ein unregelmäßiger Grundriss. Im Erdgeschoss befindet sich ein Ladengeschäft, das durch seine moderne Gestaltung nicht mehr dem bauzeitlichen Stil entspricht.
Die dreiachsige Straßenfassade mit neugotischen Dekorationsmotiven wird durch seine Asymmetrie geprägt. Die linke Außenachse wurde mit einem flachen, erkerartig ausgebildeten Risalit hervorgehoben. In diesem Bereich befinden sich spitzbogige Drillingsfenster, die im zweiten Obergeschoss von verzierten Pilastern und aufwendig gestalteten Säulen eingefasst werden. Für den Übergang zum Berliner Dach wurde im Risalit ein Zwerchgiebel mit integrierten Zwillingsfenstern und einem Okulus geschaffen. Den Abschluss des Giebels bildet ein Türmchen mit spitzem Helm.
An der rechten Außenachse findet man den portalartigen Hauseingang, eingegliedert in einen Treppenhausrisalit mit abschließenden Zinnenkranz über Bogenfries. Im ersten Obergeschoss wurde außerdem ein Balkon angefügt.
Der Backsteingotik entsprechend wurden Formsteine im Giebel des Risalits, am Balkon sowie in Fensterbrüstungen und -stürzen eingearbeitet. Das Traufgesims ist mit Fries verziert.
Auf dem Dach befinden sich mittig und auf der rechten Seite zwei hölzerne Dachhäuser mit Gespärre.
Durch die stilistische und materialmäßige Anpassung an den Spremberger Turm bildet das Gebäude zusammen mit diesem ein herausragendes Ensemble von großer stadtgeschichtlicher Bedeutung.

### Spremberger Straße 20

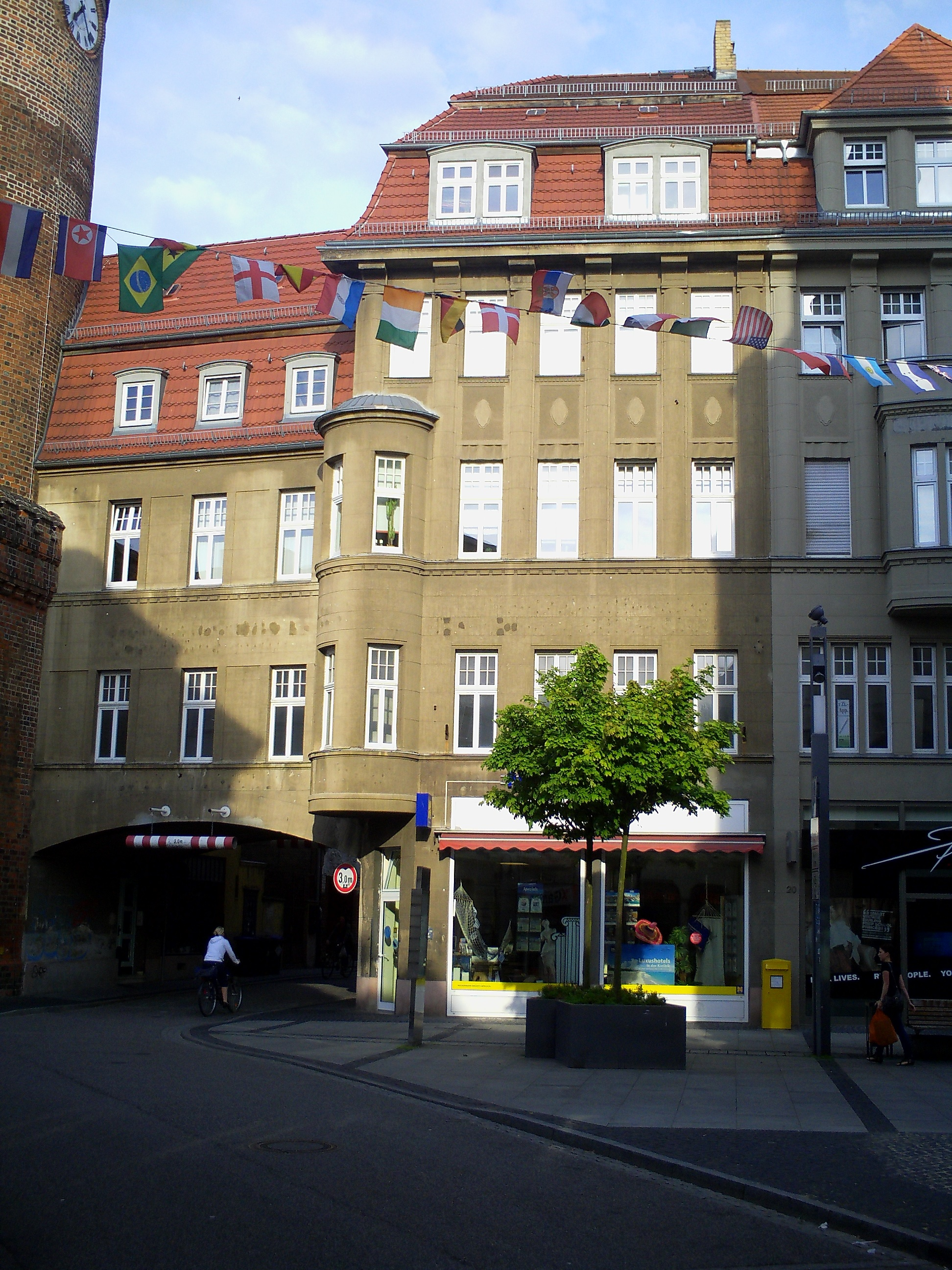
Spremberger Str. 20

Das Mietwohn- und Geschäftshaus Spremberger Straße 20, nördlich neben dem Spremberger Turm gelegen, entstand in zwei Bauphasen, wobei Kaufmann August Babel der Bauherr und die Firma Hermann Pabel & Co Ausführende bei beiden gewesen ist.
Der ursprüngliche, nördliche und vier Fensterachsen breite, dreigeschossige Teil des Gebäudes wurde bereits 1910/11 errichtet. Besondere Merkmale dessen Fassade sind die dreiteiligen Fenster im ersten Obergeschoss sowie der Erker mit Balkonabschluss (Monogramm „AB“ für August Babel in der Balkonbrüstung) im zweiten Obergeschoss. Im Erdgeschoss des älteren Teils ist eine bauzeitliche Schaufensteranlage erhalten geblieben, im Gegensatz zur modernen Anlage im linken Teil. Abgeschlossen wird das Gebäude auf dieser (nördlichen) Seite mit einem mächtigen Dachaufbau mit drei Fenstern unter einem Walmdach.
Im Jahr 1927 wurde das Gebäude um einen dreigeschossigen, fünfachsigen Baukörper und einem zweigeschossigen, an den Spremberger Turm angelehnten Brückenbau erweitert.
Die Fassade des Hauptgebäudes (d. h. abzüglich des Brückenbaus) wird in den oberen Etagen von geschossübergreifenden Halbsäulen, die in kräftige Konsolen des Hauptgesimses übergehen, beherrscht. Im zweiten Obergeschoss sind ein durchlaufendes Sohlbankgesims mit Klötzchenfries und Fenster mit gewellten Stürzen zu sehen. An der südlichen Gebäudekante des Haupthauses fällt ein zweigeschossiger Runderker zum leicht zurückgesetzten Brückenbau auf. Der dreiachsige Brückenbau ist zurückhaltend gestaltet; außer dem Sohlbankgesims sind hier nur zwischen den Fenstern angeordnete, flache Spiegel zu finden. Der Anbau sowie der Brückenbau weisen ein Mansarddach (mit Dachhäusern beim Hauptgebäude) auf.
Das Gebäude mit seiner zwölfachsigen Werksteinfassade und den neuklassizistischen Formen ist städtebaulich durch die Verbindung zum Spremberger Turm prägnant. Außerdem weist die Gestaltung des Gebäudes Züge der sogenannten „Reformarchitektur“ auf, die im Gegensatz zum Historismus eine deutliche Vereinfachung der Formen und Reduzierung des Baudekors anstrebte.

### Spremberger Straße 29–31

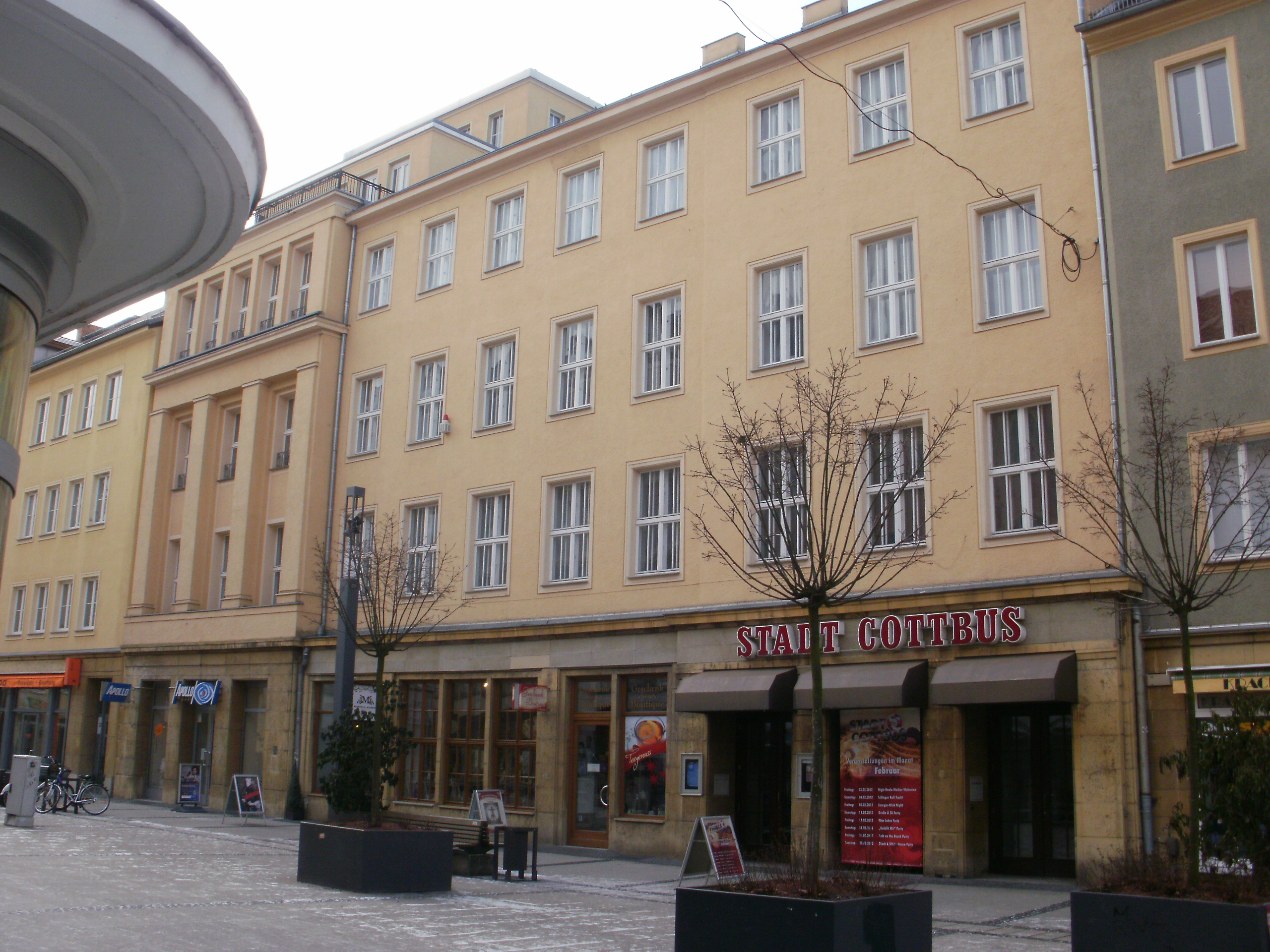
Spremberger Str. 29–31

Im Jahr 1890 eröffnete der Dresdner Kaufmann Wolrad Waldschmidt im sogenannten „Lobedanischen Haus“ eine Textilhandlung. Hierbei handelte es sich um einen zweigeschossigen Bau mit zwei Seitenflügeln in der Spremberger Straße 30. Das Gebäude wurde kurz vor dem Ersten Weltkrieg aufgestockt und mit einer Attika versehen.
Waldschmidt erwarb 1926 das Grundstück Spremberger Straße 29 und ließ dort einen vierstöckigen Erweiterungsbau errichten. Die Gesamtfassade wirkt durch seine Gestaltung als Risalit. Der linke Seitenflügel der Spremberger Straße 30 wurde 1931 abgerissen. Durch den Entwurf des Architekten Hans Palm entstand dort ein sechsstöckiger Eisenbetonbau mit Flachdach, der direkt mit dem Erweiterungsbau von 1926 verbunden ist. Diesen Erweiterungsbau stockte man mit zwei Geschossen auf, die unter Ausbildung von Dachterrassen zweifach abgestuft zurückspringen. Ein modernes Großstadtkaufhaus war entstanden.
Durch den Zweiten Weltkrieg wurden die Gebäude teilweise zerstört. In den Jahren 1956–57 entstand das Wohn- und Bürohaus Spremberger Straße 29–31. Der Gebäudetrakt wurde nahezu neu erbaut, wobei die Seitenflügel und das Quergebäude den neuen Nutzungsanforderungen entsprechend ausgebaut wurden. Der straßenseitige Teil, der bis zum Erdgeschoss zerstört war, erhielt acht Achsen und eine zusätzliche Etage.
Aus dem 1150 Quadratmeter großen Erdgeschoss wurde ein Gaststättenbetrieb mit Konzert- und Tanzcafé, Restaurant, Gesellschaftsraum und einem geräumigen Eingangsbereich. Der nördliche Seitenflügel am „Heronvorplatz“ wurde Mitte der 1970er Jahre verlängert. Es entstand ein fünfgeschossiger Bürobau in Stahlbetonskelettbauweise mit einer Glas-Aluminium-Vorhangfassade.
Bei der Sanierung in den 1990er Jahren wurde die ursprüngliche Architektur stark verfälscht. Im selben Zeitraum erfolgten ein Umbau und Modernisierungsarbeiten im Erdgeschoss und dem gesamten Bürobereich. Dabei wurde der Grundriss verändert. Der Wohn- und Geschäftshaus-Komplex Spremberger Straße 29–31 setzt sich aus fünf vier- bis sechsgeschossigen Gebäudeflügeln zusammen, von denen vier um einen schmalen Innenhof gruppiert sind. Der Komplex erstreckt sich von der Spremberger Straße bis zur Straße Am Turm (urspr. Mauerstraße). Die Hauptfassade ist zur Spremberger Straße gerichtet, der rechte Seitenflügel bildet die südliche Randbebauung des mit der Stadtpromenade angelegten „Heronvorplatzes“ und das Quergebäude steht mit seiner Traufseite an der Straße Am Turm.
Das Wohn- und Bürohaus mit Gaststättenbereich ist ein seltenes Beispiel für den Umgang mit Ruinen in der Nachkriegszeit, für ihre Umgestaltung entsprechend einer neuen Nutzungskonzeption und einer neuen Architekturauffassung. Der Komplex ist auf Grund seiner harmonischen, ästhetisch ansprechenden Gesamtwirkung, die durch ein zurückhaltend-repräsentatives Erscheinungsbild charakterisiert ist, auch aus baukünstlerischen Gründen schützenswert. Neben der gestalterischen Qualität der differenziert ausgebildeten Fassaden der einzelnen Gebäudeflügel, verdienen vor allem die erhaltenen Teile der wandfesten Ausstattung im einstigen Gaststättenbereich Beachtung. Architektonisch außergewöhnlich ist die erhaltene Zurückstufung unter Ausbildung zweier Dachterrassen im südlichen Teil des Flügels an der Spremberger Straße.

### Spremberger Straße 32–34

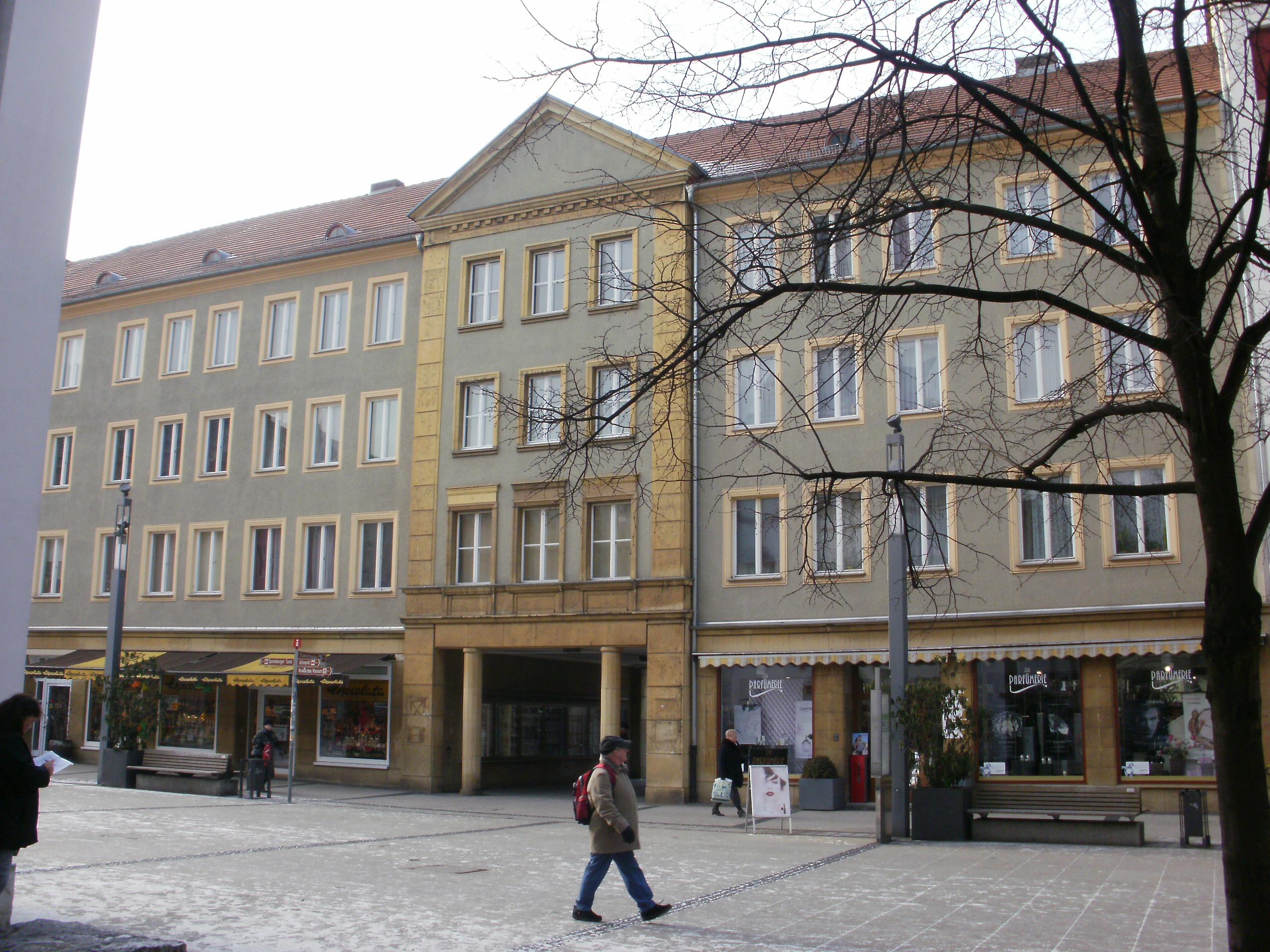
Spremberger Str. 32–34

Dieser Gebäudekomplex ist ein Wohnblock mit Ladengeschoss. Das Bauwerk wurde 1953/54 gebaut und der Entwurf stammt von W. Kampmann und W. Hinze. Im Jahr 1991 wurden an dem Gebäude Instandsetzungsmaßnahmen u. a. an der Fassade und in der Ladenzone vorgenommen. Der viergeschossige Wohnblock unter einem Satteldach befindet sich an der Westseite der Spremberger Straße gegenüber der Schloßkirche. Die schlichte vielachsige Fassade ist mit Hilfe von einfachen hochrechteckigen, zu Gruppen zusammengefassten Fenstereinschnitten gegliedert. Einige französische Fenster mit schmiedeeisernen Brüstungsgittern sind im südlichen Teil des ersten Obergeschosses zu finden. Die Ladenzone ist von den oberen Etagen durch ein Gesimsband abgeteilt und mit Kunststeinplatten verkleidet. Ein weit vorkragendes Traufgesims bildet den Übergang zum Dach. Ein dreiachsiger Risalit mit Zwerchgiebel ist das einzige hervorgehobene Gestaltungsmerkmal des Gebäudes. Unterhalb des Risalits gibt es einen durch Rundpfeilern gestützten Durchgang zum „Heronplatz“. Die Obergeschosse des Risalits sind mit Kunststeinplatten, die Lisenen bilden, verkleidet. Die Fenster des ersten Stockwerks haben eine Kunststein-Gesimsverdachung. Das markante Kunststein-Traufgesims ist durch ein Klötzchenfries akzentuiert. Im Inneren ist eine bauzeitliche Treppenanlage sowie Türen und das Gittersparren-Dachwerk erhalten.
Das Bauwerk veranschaulicht das damals vorherrschende Stilkonzept „Nationale Traditionen“. Durch den Verzicht auf aufwendigen baukünstlerischen Bauschmuck ist es ein Zeugnis für die architektonisch und gestalterisch ambitionierte Architekturauffassung der frühen Jahre der DDR. Lediglich an der Risalitgestaltung ist ein Bezug auf klassizistische Traditionen erkennbar. Durch die Lückenschließung wurde ein Übergang zwischen alten und neuen Strukturen sowie ein spannungsreicher Kontrast zu den reich dekorierten Gründerzeitbauten geschaffen.

### Spremberger Straße 40/41

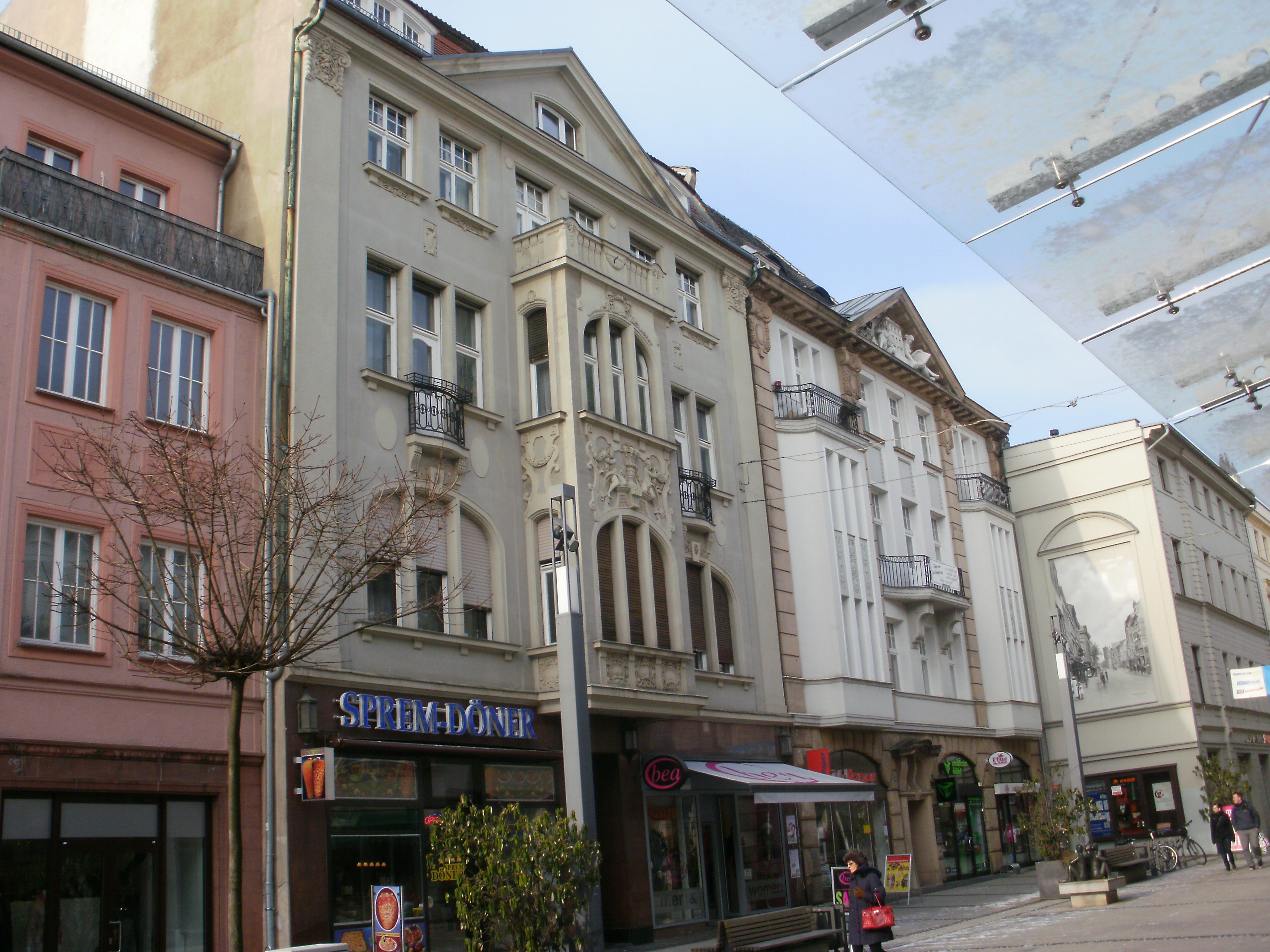
Spremberger Str. 40–43

Das Wohn- und Geschäftshaus in der Spremberger Straße 40/41 wurde 1909/10 errichtet. In Auftrag gegeben wurde das Bauwerk von dem Fleischermeister Wilhelm Kahle. Die Bauausführung übernahm die Firma des Regierungsbaumeisters a. D. Otto Rost. Im Jahr 1985 wurde das Gebäude restauriert. Das Dach und die Fassade wurden in Stand gesetzt, die Schaufenster in Stahl-Aluminium erneuert und ein hinteres Treppenhaus ausgebaut. In den Jahren 1987 und 1990 wurden weitere Veränderungen in der Schaufensteranlage durchgeführt.
Es handelt sich um ein viergeschossiges Gebäude auf einem U-förmigen Grundriss, das sich an der Westseite der Spremberger Straße befindet. Die Fassade des Bauwerkes ist von drei Stilen geprägt: Neoklassizismus, Neubarock und Jugendstil. Die Gliederung der Fassade erfolgt über rahmende Kolossalpilaster mit reich verzierten Kapitellen, eine erkerbesetzte Mittelachse und einen großen Dreiecksgiebel. Das Erdgeschoss ist mit poliertem roten Granit verkleidet und oberhalb der schweren Eichenhaustür, die mit Messinggittern und geschliffenen Scheiben versehen ist, sind Leuchten aus der Bauzeit zu finden. Der Mittelerker besitzt einen Balkonabschluss und wird optisch durch ein Putzdekor hervorgehoben. Im ersten Obergeschoss ist der Brüstungsspiegel mit in Rankenwerk eingelegten Kartuschen verziert. Eine fantasievolle Gestaltung ist zwischen den korbbogigen Erkerfrontfenstern (Drillingsfenster), in Form von großen Kartuschen mit Putti und einem Wappen mit Krone, zu finden. Die schmalen Seitenfenster des Erkers sind ebenfalls mit kartuschenartigem Schmuck versehen. Die an den Seitenachsen korbbogigen bzw. gerade eingeschnittenen Fenster, sind durch Pfosten dreigeteilt, besitzen ein Schlussdekor (Vase) bzw. kleine Austrittsbalkone mit filigranen eisernen Brüstungen. Das Mansarddach wird durch eine Gaube mit einem Drillingsfenster belebt.
Das Wohn- und Geschäftshaus verdeutlicht in seiner architektonischen Ausprägung die damals sich entwickelnde Baukunst. Die Verwendung eigenwilliger Ornamente, inspiriert durch den Jugendstil und die Verwendung wirkungsvoller Bauschmuckdetails prägen das Gebäude.

### Spremberger Straße 42/43
Dies ist ein Wohn- und Geschäftshaus, das 1914 durch Arnold Heine erbaut wurde. Den Entwurf sowie die Bauleitung übernahm das Architekturbüro Felix Michaelis & Carl Dietrich. Die Bauausführung wurde durch das Baugeschäft Hermann Pabel & Co. umgesetzt. Das einstige Gebäude in der Spremberger Straße 43 war das langjährige Stammhaus des Verlages „Albert Heine“. 1848 wurde das Bauwerk durch eine Buchdruckerei erweitert.
Im Jahr 1912 ließ der jüngere Bruder von Arnold Heine das Stammhaus abreißen und unter Hinzunahme des Nachbargrundstückes das neue Wohn- und Geschäftshaus mit Sitz des Verlagsbüros und Kontors des „Cottbuser Anzeigers“ bauen.
1915 gab es im Erdgeschoss das erste Automatenrestaurant „Palast-Automat“. Nach dem Ersten Weltkrieg war es dann die Verkaufsfiliale der Cottbuser Schokoladenfabrik Burk & Braun.
In den 1980er Jahren wurden Erhaltungs- und Umbaumaßnahmen (besonders in den Ladenbereichen) durchgeführt und 1989 wurde die Fassade in Stand gesetzt.
Das Gebäude ist ein stattlicher viergeschossiger Putzbau und steht auf einem U-förmigen Grundriss. Es besitzt ein Mansarddach. Das Erdgeschoss ist mit seiner kräftigen Rustikaquaderung als Sockel ausgebildet und hat große, korbbogige Schaufenster. Das Eingangsportal hat ein durch Pfosten dreigeteiltes Oberlicht, das eine gebrochen geschwungene Überdachung besitzt. Mittels genuteter Pilaster ist die fünfachsige Fassade gegliedert und besitzt Kapitelle mit Voluten- und Kartuschenschmuck.
Die mittleren drei Achsen sind mit einfachen eingeschnittenen hochrechteckigen Fenstern zurückhaltend gestaltet. Prägnant ist der massige auf ornamentierten Konsolen ruhende an den Seiten konkav geschweifte Balkon mit einer schmiedeeisernen Brüstung. Der bekrönende Dreiecksgiebel ist sehr repräsentativ gestaltet. Zwischen zwei vollplastischen, weiblichen allegorischen Sitzfiguren ist ein Modell des alten Stammhauses im Giebelfeld zu finden. Zweigeschossige Erker mit abschließenden Balkonen befinden sich an den Seitenachsen. Die dreiteiligen Erkerfenster wurden mittels Friesplatten verbunden. Die Architekturteile und Schmuckelemente, wie z. B. die Pilaster, die Balkonkonsolen der Mittelachse, das weit vorkragende Traufgesims sowie der Dreiecksgiebel sind aus Sandstein hergestellt.
Im Inneren existiert eine großbürgerliche Ausstattung. Im Hausflur findet man Spiegel und Wandpaneele und eine gewendelte Treppe, die durch eine verglaste Zwischentür vom Flur getrennt ist. Die Wohnungstüren sind aus der Bauzeit erhalten.